# 出淵村
出淵村（いずぶちむら）は愛媛県下浮穴郡のち伊予郡にあった村である。

## 沿革
- 1889年12月15日 - 町村制施行により旧下浮穴郡出淵村の一部が新制下浮穴郡出淵村として発足。
- 1897年4月1日 - 伊予郡に郡域変更。
- 1907年1月1日 - 中山村と合併し新制中山村となって消滅。